# Phonologie
Ne doit pas être confondu avec Phonétique.
La phonologie ou phonémique est la branche de la linguistique qui étudie l'organisation des sons du langage au sein des différentes langues naturelles. Elle est complémentaire de la phonétique, qui s'intéresse à ces sons eux-mêmes, indépendamment de leur emploi. 
La phonétique s’intéresse aux sons en tant qu’unités acoustiques produites par un mécanisme physiologique (phones) ; la phonologie, aux sons en tant qu’éléments d’un système (phonèmes), notamment d'un système de sens (langue naturelle) : le phonème comporte donc une dimension phonétique et une dimension sémantique conjointes. Plusieurs phones différents peuvent parfois représenter le même phonème, en tant qu'allophones (ou variantes libres phonétiques) de ce même phonème. Ou bien ces deux phones, même phonétiquement proches parfois, peuvent correspondre à deux phonèmes distincts, si leur alternance induit une discrimination du point de vue du sens. 

## Exposé de la méthode phonologique

### Distinguer le son du phonème
Le phonème /r/ en français peut servir de bon exemple. Un francophone peut prononcer le mot rat avec un /r/ roulé [r], un /r/ grasseyé [ʀ], ou encore un /r/ guttural [ʁ] ; la phonologie n'y verra cependant qu'un seul phonème /r/, car il n'est pas possible, en français, d'opposer, par exemple, trois mots qui débuteraient chacun par une de ces sortes de /r/ et seraient suivis de /a/ : cette distinction n'intéresse que la phonétique. 
Autrement dit, [ra] (avec /r/ roulé), [ʀa] (avec /r/ grasseyé, comme les prononçait Édith Piaf) et [ʁa] (avec un /r/ guttural) se réduisent tous trois à la suite de phonèmes /ra/, et ces suites de phones désignent toutes le même mot (lexème) : « rat » (dont le signifié et le référent sont un rongeur très commun et bien connu de tous). On dira alors que les sons [r], [ʀ] et [ʁ] sont des variantes phonétiques libres (ou allophones) du phonème /r/, c'est-à-dire diverses possibilités de réalisation qui ne contrastent pas en français puisqu'elles ne discriminent pas à elles seules de sens différents dans la chaîne parlée (alors que [r] et [ʁ] s'opposent dans la prononciation de l'arabe et constituent deux phonèmes distincts).
La phonologie n'ayant pas besoin de viser à une aussi grande précision que la phonétique, elle n'utilise pas autant de symboles que cette dernière et suit souvent des notations qui sont propres à l'étude de chaque langue. Ainsi, dans l'exemple précédent, si [ʀ], [ʁ] et [r] (notation phonétique) désignent des sons différents, /r/ (notation phonologique) servira à dénoter n'importe lequel des allophones tant que ceux-ci ne s'opposent pas dans la langue.
À l'inverse, deux phones, même phonétiquement très proches comme les deux consonnes liquides suivantes : le [ɾ] (“r” dit « battu » ou à peine roulé soit la consonne battue alvéolaire voisée) et le [l] (soit la consonne spirante latérale alvéolaire voisée), peuvent correspondre à deux phonèmes distincts. En effet, ils peuvent discriminer à eux seuls deux mots de sens différents (lesquels forment donc une paire minimale) malgré le fait que leur différence phonétique est à peine perceptible, comme dans « rose » ([ɾoz] en prononciation régionale) et « lauze » ([loz]).       
De plus, si l'on peut décrire phonétiquement les sons comme ils se présentent, à la suite, il faut, en phonologie, respecter la règle « un signe = un phonème ». Par exemple, dans le mot anglais choose, ce qu’un francophone analyserait spontanément comme une succession de deux sons [t] + [ʃ] (« ch »), correspond en fait à un seul son : une affriquée. Ce son, représenté par un seul symbole [t͡ʃ], a également statut de phonème parce qu’il permet d’opposer des paires minimales contenant /t/ ou /ʃ/ (tat et chat). Dans la phrase anglaise, on peut parfaitement trouver une succession /t/ + /ʃ/. Ici, /t͡ʃ/ s’oppose à /tʃ/ et suffit à modifier le sens de la phrase ; comparer en anglais :
/waɪˈt͡ʃuːz/ why choose?
/waɪtˈʃuːz/ white shoes
Notons cependant qu'un tel exemple ne constitue pas une paire minimale, car d'autres phénomènes (intonation, hauteur) les différencient.
Cependant, la succession de phonèmes non affriqués est parfois nécessaire aussi en français (contrairement à l'anglais, le ton n'est pas noté en phonologie française et réalisé phonétiquement au gré de l'interlocuteur suivant l'intention, et il en est de même pour la longueur phonétique des voyelles françaises) :
/sɛtʃɑ̃kəʒɛm/ sept chants que j'aime, au minimum réalisé [sɛt ʃɑ̃k(ə)ʒɛm]
se distingue de :
/sɛt͡ʃɑ̃(ɡ)kəʒɛm/ c'est Chang que j'aime, au minimum réalisé [sɛ t͡ʃɑ̃k(ə)ʒɛm]
La première version nécessite de marquer une pause entre les deux phonèmes /t/ et /ʃ/ pour éviter l'affrication, alors que dans les autres cas, les pauses entre mots ne sont souvent marquées ni phonétiquement ni phonologiquement, et l'affrication est réalisée automatiquement dans le discours usuel rapide. Cette affrication qui crée un seul phonème en phonétique ne change pas la phonologie des mots. Un tel cas où la distinction phonologique est nécessaire ne se produit que pour les emprunts de mots étrangers commençant par des affriquées après un mot finissant par une voyelle, et l'usage français est d'allonger la voyelle, ou de marquer la pause, ou de marquer le ton en prononçant l'affriquée du mot emprunté.

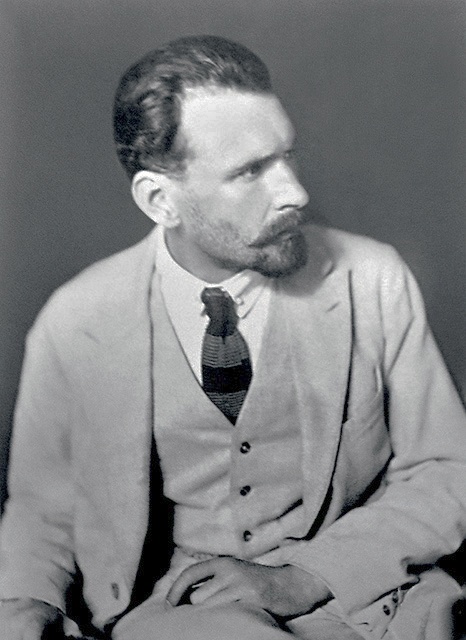
Nikolai Trubetzkoy, linguiste russe connu pour ses travaux dans le domaine de la phonologie. Photo prise vers 1920.

### Traits distinctifs, traits pertinents et unités discrètes
En phonétique on appelle trait distinctif un son qui permet à l'auditeur de distinguer deux phonèmes de prononciation proche. En phonologie, on appelle trait pertinent un trait distinctif qui, dans l'organisation d'une langue particulière, sert effectivement à distinguer deux phonèmes. Enfin, une unité discrète est la séquence sonore minimale qu'un auditeur-locuteur peut identifier comme phonème dans une séquence sonore.

### Les corrélations
Lorsque le même trait distinctif permet d'opposer une série de phonèmes, on parle de corrélation phonologique. Et le trait distinctif en question s'appelle la marque de corrélation. Par exemple : le trait de sonorité est en français une marque de corrélation, car il permet d'opposer des phonèmes sourds à des phonèmes sonores de la façon suivante :
```
                     /-sonorité/= /p/, /t/, /k/, /f/ ,/s/ ,/ʃ/
                     /+sonorité/= /b/, /d/, /ɡ/, /v/ ,/z/ ,/ʒ/
```

### La distribution
Les unités distinctives n’auront pas nécessairement une valeur stable. Leur qualité
phonétique peut changer selon l’entourage : on a affaire à des phénomènes de variation.
Leur qualité phonologique, c'est-à-dire le caractère distinctif, peut disparaître : on a affaire à des phénomènes de neutralisation.

#### La variation
Un entourage phonétique différent peut avoir de l’influence sur les caractéristiques phonétiques d’un phonème : il faut toujours examiner tous les entourages possibles d’un son dont on veut établir la fonction phonologique. Revenons à deux sons que nous avons mentionnés : [œ] peuple et [ø] peuplé (on les appelle des « voyelles moyennes antérieures arrondies ») ; elles n’ont la même distribution que dans de très rares cas, par exemple, elles peuvent être commutées dans le même entourage phonétique dans les mots jeune / jeûne avec [ʒœn] / [ʒøn] ou encore fun / foehn [fœn] et [føn]. Cependant, mis à part ces deux cas, par ailleurs, l'entourage phonétique est différent : on aura, par exemple, honneur [ɔnœʁ], mais ni *[ɔnœ] ni *[nœ], et on aura nœud [nø] mais non *[nøʁ]. Cependant, en raison de ces deux cas, on ne peut pas dire qu'on a une seule et même unité phonologique qui a soit la forme [œ] soit [ø]. Et c’est ce que nous avons vu : le phonème /ø/ a deux variantes, selon l’environnement phonétique. Un autre exemple serait ceux [sø] et sœur [sœʁ] : c’est la présence de la consonne qui induit la variation. Ces variantes combinatoires sont dites en distribution complémentaire : lorsqu’un apparaît, l’autre est impossible, et réciproquement.
Les facteurs susceptibles de donner lieu à une distribution complémentaire sont :
1. Les caractéristiques phonétiques des sons de l’entourage ;
2. La structure syllabique (syllabe ouverte ou fermée) ;
3. La place dans le mot ou la syllabe (position initiale, médiane ou finale) ;
4. La place par rapport à l’accent de mot.

Quelques exemples dans différentes langues :
- en anglais britannique, les mots sill (rebord, seuil), silk et silly. Leurs retranscriptions phonétiques sont : [sɪɫ], [sɪɫk] et [sɪlɪ], où [ɫ] est une articulation appelée l sombre, i.e. relèvement du dos de la langue vers le voile du palais ;
- en anglais britannique, il est impossible d’avoir *[sɪl] ou *[sɪlk] avec un l clair, ou [ˈsɪ.ɫi]. On n’aura donc jamais l’opposition [ˈsɪ.ɫi] et [ˈsɪ.li]. Les sons [l] et [ɫ] sont deux variantes combinatoires d’un phonème unique /l/. La variante [ɫ] apparaît en position post-vocalique dans la syllabe, alors que la variante [l] apparaît en position pré-vocalique dans la syllabe, comme dans [laɪt] ou [dɪˈlaɪt] ;
- l’allemand possède deux fricatives sourdes, l’une palatale [ç], et l’autre vélaire [x] : Licht [lɪçt] et Nacht [nɑxt].
 On peut essayer de faire les paires minimales suivantes, celles qui se rapprochent le plus de ce que l’on sait être une paire minimale :
  - nicht [nɪçt] et Nacht [nɑxt],
  - Licht [lɪçt] et lacht [lɑxt].

Si la voyelle est antérieure ([ɪ]), la consonne qui apparaît est palatale : [ç] ; si la voyelle est postérieure ([ɑ]), la consonne est vélaire : [x]. [x] et [ç] sont deux variantes combinatoires d’un même phonème, et les conditions d’apparition des deux variantes sont liées à la qualité phonétique de la voyelle.

#### La neutralisation
Lorsqu’une opposition a pu être établie, c’est grâce à un nombre important de paires minimales qui illustrent l’occurrence de deux phonèmes dans une distribution donnée. Mais la conclusion à laquelle on peut aboutir n’est pas nécessairement valable pour toutes les distributions. Prenons l’allemand. Il connaît l’opposition /k/ /ɡ/ à l’initiale ou en position intervocalique, comme dans :
- kraus (crépu) et graus (effroyable) ;
- hake ((j’)accroche) et Hage (buissons).

Mais, en position finale, il n’y a plus de distinction : on ne trouve que le son [k] : Tag [taːk], sag [zaːk] ou Sack (sac) [zak]. L’opposition est alors neutralisée. La neutralisation se fait au profit de la consonne sourde /k/, qui devient l’archiphonème /K/. L’archiphonème est le produit de la neutralisation d’une opposition, et il signale que, dans une distribution donnée, une distinction entre deux phonèmes perd son caractère distinctif.
Dans le domaine vocalique, le français est intéressant : c’est la distinction entre marée [maʁe] et marais [maʁɛ], ou entre été [ete] et étais [etɛ]. En position finale, les deux phonèmes /e/ et /ɛ/ ont une valeur distinctive. Mais dans toutes les autres distributions, l’opposition /e/ et /ɛ/ est neutralisée : l’une ou l’autre des valeurs phonétiques ne disparaît pas, on trouve l’une ou l’autre, mais le passage de l’une à l’autre ne fait pas changer la signification du mot. Ici, la neutralisation implique la disparition du caractère distinctif d’une opposition entre deux sons. On parlera donc toujours d’une neutralisation d’une opposition phonétique, et non d’un phonème. Ainsi, pour le mot raidi, on peut avoir la prononciation [ʁedi] ou [ʁɛdi]. [e] et [ɛ] sont alors deux variantes de l’archiphonème /ɛ/. Les neutralisations sont des phénomènes fréquents dans les différents systèmes phonologiques. Elles concernent des oppositions isolées (ce que nous venons de voir), mais aussi des ensembles d’oppositions, c’est ce qu’on appelle des corrélations. C’est, par exemple, le cas de la corrélation de voisement (oppositions entre consonnes voisées et non voisées)
1. En français, on trouve les mots examen et vexer. Le premier possède deux consonnes voisées consécutives [ɡ] et [z] : [ɛɡzamɛ̃] ; le second possède les deux consonnes non voisées correspondantes [k] et [s] : [vɛkse].
2. Même chose en anglais. On a raised et raced : dans le premier mot, les consonnes sont voisées [z] et [d] : [reɪzd] ; dans le second, les consonnes sont non voisées [s] et [t] : [reɪst].

Dans ces deux systèmes phonologiques, la corrélation de voisement est neutralisée. D’un point de vue phonétique, c’est un phénomène d’assimilation. Mais l’entourage phonétique qui génère des neutralisations n’est pas toujours facile à caractériser. C’est le cas, en anglais, de la neutralisation de l’opposition entre /s/ et /ʃ/ devant /l/ et /r/. Cette opposition est bien établie dans les contextes suivants : same et shame, ou mass et mash. Cependant, elle disparaît devant /r/ et /l/, et l’archiphonème /ʃ/ résultant de cette neutralisation a deux variantes [s] et [ʃ], qui se répartissent ainsi :
- [s] devant /l/ : slug [slʌɡ], sleek [sliːk], slink (né avant terme, pour un animal) [slɪŋk],
- [ʃ] devant /r/ : shrug [ʃrʌɡ], shriek [ʃriːk], shrink [ʃrɪŋk].

C’est un trait phonétique qui donne lieu à cette neutralisation : [ʃ] et [r] ont en commun un arrondissement des lèvres, [s] et [l] se prononcent lèvres écartées. Ainsi, pour savoir quelle opposition est neutralisée ; le phonologue doit raisonner sur l’ensemble des voyelles et des consonnes orales d’un système phonologique donné, donc sur des systèmes d’oppositions.

#### La distribution lacunaire
La distribution lacunaire est l’indice qui permet de diagnostiquer soit une distribution complémentaire, soit une neutralisation. En anglais, c’est la distribution lacunaire du l sombre (absent en début de syllabe), et celle, complémentaire, du l clair (absent en fin de syllabe) qui permettent de conclure à une distribution complémentaire de ces deux variantes du phonèmes /l/.
Mais la conclusion n’est pas toujours aussi facile : c’est le cas des consonnes [ʔ] et [h]. Elles ne sont pas commutables, et ne peuvent donner lieu à des paires minimales. /h/ et /ʔ/ sont néanmoins considérés comme des phonèmes (ils ont une fonction distinctives par rapport aux autres consonnes), mais ils ont tous deux une distribution lacunaire, leurs distributions lacunaires respectives se trouvant être complémentaires.

### Notation de système phonologique
Par convention, une transcription phonologique se place entre barres obliques : /ʁa/ est la transcription phonologique du mot français rat. Chaque symbole utilisé doit ne renvoyer qu'à un seul phonème et chaque phonème ne doit être codé que par un seul symbole. Les symboles utilisés sont souvent ceux de l'API mais on trouve de nombreuses méthodes de transcription, selon les langues, les auteurs, les époques. Entre autres, pour le français, la notation Alfonic initiée par André Martinet. Ces notations sont largement inspirées des archigraphèmes tels que révélés par Nina Catach.

## Liste de termes propres à la phonologie
- unité discrète ;
- unité suprasegmentale ;
- allophone ;
- distribution (libre, complémentaire, partielle, etc.) ;
- neutralisation ;
- phonème ;
- archiphonème ;
- paire minimale (et opposition pertinente) ;
- signe linguistique.
- structure

### Pathologies du système phonologique
Les troubles phonologiques sont des troubles qui atteignent la constitution du système phonologique, et par conséquent la construction du système phonologique des mots. Il s'agit de troubles centraux, qui touchent l'intégrité des représentations d'un niveau linguistique dans le système cognitif.

#### Linguistes spécialisés
- Anna Vainikka
- Martha Young-Scholten